# Vendeuvre-sur-Barse
Vendeuvre-sur-Barse je naselje in občina v severnem francoskem departmaju Aube regije Šampanja-Ardeni. Leta 2006 je naselje imelo 2.413 prebivalcev.

## Geografija
Naselje leži v pokrajini Šampanji znotraj regijskega naravnega parka la forêt d'Orient ob izviru reke Barse, 30 km vzhodno od središča departmaja Troyesa.

## Uprava
Vendeuvre-sur-Barse je sedež istoimenskega kantona, v katerega so poleg njegove vključene še občine Amance, Argançon, Bligny, Bossancourt, Champ-sur-Barse, Dolancourt, Fravaux, Jessains, Juvanzé, La Loge-aux-Chèvres, Magny-Fouchard, Maison-des-Champs, Meurville, Spoy, Trannes, Unienville, Vauchonvilliers in La Villeneuve-au-Chêne s 5.421 prebivalci.
Kanton je sestavni del okrožja Bar-sur-Aube.

## Zanimivosti
- Château de Vendeuvre, pod katerim izvira reka Barse,
- romarska Chapelle de Valsuzenay.